# 33. Division (Deutsches Kaiserreich)
Die 33. Division, für die Dauer des mobilen Verhältnisses auch als 33. Infanterie-Division bezeichnet, war ein Großverband der Preußischen Armee und wurde 1871 (bis 1890) als 30. Infanterie-Division geführt.

## Gliederung
Die Division war dem XVI. Armee-Korps unterstellt.

### Friedensgliederung

#### 1871
- 59. Infanterie-Brigade[1] in Metz
  - 8. Ostpreußisches Infanterie-Regiment Nr. 45 in Metz
  - 5. Pommersches Infanterie-Regiment Nr. 42 in Metz
- 60. Infanterie-Brigade[2] in Saarburg
  - 7. Brandenburgischen Infanterie-Regiment Nr. 60 in Weißenburg, Bitsch, Pfalzburg
  - Braunschweigisches Infanterie-Regiment Nr. 92 in Pfalzburg, Marsal, Saarburg
- Bayerische Infanterie-Brigade[3] in Metz
  - Bayerisches 4. Infanterie-Regiment in Metz
  - Bayerisches 8. Infanterie-Regiment in Metz
- 30. Kavallerie-Brigade in Metz
  - 1. Pommersches Dragoner-Regiment Nr. 4 in Diedenhofen
  - Ostpreußisches Dragoner-Regiment Nr. 10 in Metz
  - Bayerisches Chevauxlers-Regiment in Saargemünd, St. Avold[4]

#### 1875
- 59. Infanterie-Brigade[5] in Metz
  - 8. Ostpreußisches Infanterie-Regiment Nr. 45 in Metz
  - 5. Pommersches Infanterie-Regiment Nr. 42 in Metz
- 60. Infanterie-Brigade[6] in Saarburg
  - 7. Brandenburgischen Infanterie-Regiment Nr. 60 in Weißenburg, Bitsch, Pfalzburg
  - Braunschweigisches Infanterie-Regiment Nr. 92 in Pfalzburg, Marsal, Saarburg
- Bayerische Infanterie-Brigade in Metz
  - Bayerisches 4. Infanterie-Regiment in Metz
  - Bayerisches 8. Infanterie-Regiment in Metz

#### 1890
- 65. Infanterie-Brigade in Mörchingen
  - Infanterie-Regiment „Graf Barfuß“ (4. Westfälisches) Nr. 17 in Saargemünd, Forbach
  - Infanterie-Regiment Nr. 144 in Möhrchingen, Forbach
- 66. Infanterie-Brigade in Metz
  - Infanterie-Regiment Nr. 98 in Metz
  - Infanterie-Regiment Nr. 130 in Metz
- 33. Kavallerie-Brigade in Metz
  - 1. Hannoversches Dragoner-Regiment Nr. 9[7] in Metz
  - Schleswig-Holsteinisches Dragoner-Regiment Nr. 13 in Metz

#### 1899
- 65. Infanterie-Brigade in Mörchingen
  - Infanterie-Regiment „Graf Barfuß“ (4. Westfälisches) Nr. 17 in Möhrchingen
  - Infanterie-Regiment Nr. 144 in Möhrchingen
- 66. Infanterie-Brigade in Metz
  - Infanterie-Regiment Nr. 98 in Metz
  - Infanterie-Regiment Nr. 130 in Metz
- 33. Kavallerie-Brigade in Metz
  - 1. Hannoversches Dragoner-Regiment Nr. 9 in Metz
  - Schleswig-Holsteinisches Dragoner-Regiment Nr. 13 in Metz
- 33. Feldartillerie-Brigade  in Metz
  - 1. Lothringisches Feldartillerie-Regiment Nr. 33 in Metz
  - 4. Lothringisches Feldartillerie-Regiment Nr. 70 in Metz

#### 1912
- 66. Infanterie-Brigade in Metz
  - Metzer Infanterie-Regiment Nr. 98 in Metz
  - 1. Lothringisches Infanterie-Regiment Nr. 130 in Metz
- 67. Infanterie-Brigade in Metz
  - 3. Lothringisches Infanterie-Regiment Nr. 135 in Diedenhofen
  - 5. Lothringisches Infanterie-Regiment Nr. 144 in Metz
- 33. Kavallerie-Brigade in Metz
  - 1. Hannoversches Dragoner-Regiment Nr. 9 in Metz
  - Schleswig-Holsteinisches Dragoner-Regiment Nr. 13 in Metz
- 33. Feldartillerie-Brigade  in Metz
  - 1. Lothringisches Feldartillerie-Regiment Nr. 33 in Metz
  - 4. Lothringisches Feldartillerie-Regiment Nr. 70 in Metz

#### Vom 1. August 1914
- 66. Infanterie-Brigade in Metz
  - Metzer Infanterie-Regiment Nr. 98 in Metz
  - 1. Lothringisches Infanterie-Regiment Nr. 130 in Metz
- 67. Infanterie-Brigade in Metz
  - 3. Lothringisches Infanterie-Regiment Nr. 135 in Diedenhofen
  - 5. Lothringisches Infanterie-Regiment Nr. 144 in Metz und Diedenhofen
- 33. Kavallerie-Brigade in Metz
  - Dragoner-Regiment „König Karl I. von Rumänien“ (1. Hannoversches) Nr. 9 in Metz
  - Schleswig-Holsteinisches Dragoner-Regiment Nr. 13 in Metz
- 33. Feldartillerie-Brigade in Metz
  - 1. Lothringisches Feldartillerie-Regiment Nr. 33
  - 2. Lothringisches Feldartillerie-Regiment Nr. 34
- Landwehr-Inspektion Metz

### Kriegsgliederung bei Mobilmachung 1914
- 66. Infanterie-Brigade
  - Metzer Infanterie-Regiment Nr. 98
  - 1. Lothringisches Infanterie-Regiment Nr. 130
- 67. Infanterie-Brigade
  - 3. Lothringisches Infanterie-Regiment Nr. 135
  - 5. Lothringisches Infanterie-Regiment Nr. 144
- Jäger-Regiment zu Pferde Nr. 12
- 33. Feldartillerie-Brigade
  - 1. Lothringisches Feldartillerie-Regiment Nr. 33
  - 2. Lothringisches Feldartillerie-Regiment Nr. 34
- 1. Kompanie/Pionier-Bataillon Nr. 16

### Kriegsgliederung vom 27. April 1918
- 66. Infanterie-Brigade
  - Metzer Infanterie-Regiment Nr. 98
  - 1. Lothringisches Infanterie-Regiment Nr. 130
  - 3. Lothringisches Infanterie-Regiment Nr. 135
  - MG-Scharfschützenabteilung Nr. 43
  - 4. Eskadron/Jäger-Regiment zu Pferde Nr. 12
- Artillerie-Kommandeur Nr. 33
  - Feldartillerie-Regiment Nr. 283
  - Fußartillerie-Bataillon Nr. 76
- Pionier-Bataillon 16
- Divisions-Nachrichten-Kommandeur Nr. 33

## Geschichte
Der Großverband wurde am 20. März 1871 als 30. Division mit Metz als Kommando errichtet. Am 1. April 1890 erfolgte der Standort- und Nummerntausch mit der 33. Division in Straßburg.

### Erster Weltkrieg
Die Division war während des Ersten Weltkriegs ausschließlich an der Westfront im Einsatz.

### Gefechtskalender

#### 1914
- 22. bis 27. August – Schlacht bei Longwy-Longuyon und am Othain-Abschnitt
- 28. August bis 1. September – Schlacht um die Maasübergänge
- 02. bis 3. September – Schlacht bei Varennes-Montfaucon
- 04. bis 5. September – Verfolgung westlich Verdun und durch die Argonnen
- 06. bis 12. September – Schlacht bei Vaubecourt-Fleury
- 17. bis 24. September – Schlacht bei Varennes
- ab 25. September – Kampf im Argonner Wald

#### 1915
- 01. Januar bis 31. Dezember – Kampf im Argonner Wald

#### 1916
- bis 8. August – Kampf im Argonner Wald
- 08. August bis 9. September – Schlacht bei Verdun
- 09. September bis 17. Oktober – Stellungskämpfe vor Verdun
- 18. Oktober bis 30. November – Kampf im Argonner Wald
- ab 1. Dezember – Stellungskämpfe an der Somme

#### 1917
- bis 31. Januar – Stellungskämpfe an der Somme
- 03. Februar bis 30. April – Stellungskämpfe in den Argonnen
- 04. bis 27. Mai – Doppelschlacht Aisne-Champagne
- 03. Juni bis 6. Oktober – Stellungskämpfe in den Argonnen
- 06. Oktober bis 31. Dezember – Stellungskämpfe in der Champagne

#### 1918
- 01. bis 7. Januar – Stellungskämpfe in der Champagne
- 08. Januar bis 12. März – Reserve der OHL
- 12. bis 20. März – Ruhezeit hinter der 18. Armee
- 21. März bis 6. April – Große Schlacht in Frankreich
- 07. bis 22. April – Kämpfe an der Avre und bei Montdidier und Noyon
- 23. April bis 26. Mai – Stellungskämpfe nördlich der Ailette
- 27. Mai bis 13. Juni – Schlacht bei Soissons und Reims
- 14. Juni bis 4. Juli – Stellungskämpfe zwischen Oise, Aisne und Marne
- 05. bis 14. Juli – Reserve der OHL
- 15. bis 17. Juli – Angriffsschlacht an der Marne und in der Champagne
- 18. bis 25. Juli – Abwehrschlacht zwischen Soissons und Reims
- 26. Juli bis 3. August – Bewegliche Abwehrschlacht zwischen Marne und Vesle
- 03. August bis 25. September – Stellungskämpfe vor Verdun
- 26. September bis 11. November – Abwehrschlacht in der Champagne und an der Maas
- ab 12. November – Räumung des besetzten Gebietes und Marsch in die Heimat

## Kommandeure
als 30. Division
| Dienstgrad                   | Name                            | Datum                                                            |
| ---------------------------- | ------------------------------- | ---------------------------------------------------------------- |
| Generalmajor/Generalleutnant | Karl Gustav von Sandrart        | 20. März 1871 bis 10. Oktober 1873                               |
| Generalmajor                 | Wilhelm von Woyna               | 11. Oktober bis 24. November 1873 (mit der Führung beauftragt)   |
| Generalmajor/Generalleutnant | Wilhelm von Woyna               | 25. November 1873 bis 17. November 1880                          |
| Generalmajor                 | Oskar von Meerscheidt-Hüllessem | 18. November 1880 bis 29. März 1881 (mit der Führung beauftragt) |
| Generalleutnant              | Oskar von Meerscheidt-Hüllessem | 30. März 1880 bis 22. November 1882                              |
| Generalleutnant              | Leo von Caprivi                 | 23. November 1882 bis 19. März 1883                              |
| Generalmajor                 | Ernst von Legat                 | 20. März bis 14. Mai 1883 (mit der Führung beauftragt)           |
| Generalleutnant              | Ernst von Legat                 | 15. Mai 1883 bis 14. April 1886                                  |
| Generalleutnant              | Anton von Massow                | 15. April bis 3. Dezember 1886                                   |
| Generalleutnant              | Rudolf von Minckwitz            | 04. Dezember 1886 bis 16. Juni 1889                              |
| Generalleutnant              | Julius von Bergmann             | 17. Juni 1889 bis 23. März 1890                                  |

als 33. Division
| Dienstgrad      | Name                           | Datum                                                  |
| --------------- | ------------------------------ | ------------------------------------------------------ |
| Generalleutnant | Julius von Bergmann            | 01. April 1890 bis 26. Januar 1892                     |
| Generalleutnant | Robert von Kayser              | 27. Januar 1892 bis 26. Januar 1895                    |
| Generalleutnant | Rudolf d’Orville von Löwenclau | 27. Januar 1895 bis 1. Juni 1897                       |
| Generalleutnant | Arnold von Langenbeck          | 02. Juni 1897 bis 5. Januar 1898                       |
| Generalleutnant | Louis von Freyhold             | 27. Januar 1898 bis 1. Mai 1901                        |
| Generalmajor    | Friedrich von Liechtenstern    | 02. Mai bis 15. Juni 1901 (mit der Führung beauftragt) |
| Generalleutnant | Friedrich von Liechtenstein    | 16. Juni 1901 bis 1. Mai 1903                          |
| Generalleutnant | Friedrich von Tippelskirch     | 02. Mai 1903 bis 21. April 1904                        |
| Generalleutnant | Hans Gaede                     | 22. April 1904 bis 2. März 1907                        |
| Generalleutnant | Otto Leo von Blanquet          | 03. März 1907 bis 1. April 1908                        |
| Generalleutnant | Eugen Petzel                   | 02. April 1908 bis 21. März 1910                       |
| Generalleutnant | Werner von Rostken             | 22. März 1910 bis 2. April 1911                        |
| Generalleutnant | Albert Schöpflin               | 03. April 1911 bis 16. Februar 1913                    |
| Generalleutnant | Franz Reitzenstein             | 18. Februar 1913 bis 25. September 1914                |
| Generalleutnant | Walther von Lüttwitz           | 26. September 1914 bis 2. Juli 1915                    |
| Generalleutnant | Karl Vollbrecht                | 03. Juli 1915 bis 27. August 1916                      |
| Generalmajor    | Kuno von Barfus                | 28. August 1916 bis 12. Januar 1917                    |
| Generalmajor    | Heinrich Schëuch               | 13. Januar bis 15. August 1917                         |
| Generalmajor    | Wilhelm Groener                | 16. August bis 22. Dezember 1917                       |
| Generalmajor    | Walter von Schönberg           | 23. Dezember 1917 bis 19. März 1919                    |